# Strigocis bilimeki
Strigocis bilimeki es una especie de coleóptero de la familia Ciidae.

## Distribución geográfica
Habita en México.